# Maciej Kikolski
Maciej Kikolski (Varsavia, 23 febbraio 2004) è un calciatore polacco, portiere del Widzew Łódź.

## Carriera

### Club
Cresciuto nel settore giovanile del Legia Varsavia, nel 2021 è stato promosso nella squadra riserve dove ha debuttato in III liga. L'11 luglio 2022 è stato ceduto in prestito al Pogoń Siedlce, dove ha trascorso una stagione da titolare in terza divisione. L'anno successivo è stato prestato in II liga al GKS Tychy. Il 26 giugno 2024 è passato in prestito al Radomiak Radom ed il 20 luglio successivo ha debuttato in Ekstraklasa nella partita vita 2-1 contro il GKS Katowice.

### Nazionale
Ha giocato con le nazionali giovanili polacche Under-19 ed Under-20.

## Statistiche

### Presenze e reti nei club
Statistiche aggiornate al 5 aprile 2025.
| Stagione        | Squadra           | Campionato      | Campionato | Campionato | Coppe nazionali | Coppe nazionali | Coppe nazionali | Coppe continentali | Coppe continentali | Coppe continentali | Altre coppe | Altre coppe | Altre coppe | Totale | Totale | Totale |
| Stagione        | Squadra           | Comp            | Pres       | Reti       | Comp            | Pres            | Reti            | Comp               | Pres               | Reti               | Comp        | Pres        | Reti        | Pres   | Reti   |        |
| --------------- | ----------------- | --------------- | ---------- | ---------- | --------------- | --------------- | --------------- | ------------------ | ------------------ | ------------------ | ----------- | ----------- | ----------- | ------ | ------ | ------ |
| 2020-2021       | Legia Varsavia II | 3L              | 6          | -14        | -               | -               | -               | -                  | -                  | -                  | -           | -           | -           | 6      | -14    |        |
| 2021-2022       | Legia Varsavia II | 3L              | 17         | -21        | -               | -               | -               | -                  | -                  | -                  | -           | -           | -           | 17     | -21    |        |
| 2022-2023       | Pogoń Siedlce     | 2L              | 31         | -37        | CP              | 0               | 0               | -                  | -                  | -                  | -           | -           | -           | 31     | -37    |        |
| 2023-2024       | GKS Tychy         | 1L              | 34         | -45        | CP              | 0               | 0               | -                  | -                  | -                  | -           | -           | -           | 34     | -45    |        |
| 2024-2025       | Radomiak Radom    | EK              | 25         | -36        | CP              | 2               | -3              | -                  | -                  | -                  | -           | -           | -           | 27     | -39    |        |
| Totale carriera | Totale carriera   | Totale carriera | 113        | -153       |                 | 2               | -3              |                    | -                  | -                  |             | -           | -           | 115    | -156   |        |